# Simen Sellæg
Simen Sellæg (Oslo, 19 febbraio 2003) è uno sciatore alpino norvegese.

## Biografia
Attivo in gare FIS dal novembre del 2019, Sellæg ha esordito in Coppa Europa il 9 febbraio 2022 a Kvitfjell in discesa libera (69º) e in Coppa del Mondo il 17 febbraio 2024 nelle medesime località e specialità (58º); non ha preso parte a rassegne olimpiche o iridate.

## Palmarès

### Coppa Europa
- Miglior piazzamento in classifica generale: 118º nel 2024

### Campionati norvegesi
- 2 medaglie:
  - 2 ori (slalom gigante nel 2020; discesa libera nel 2024)